# Fuipisia Waterfall
Fuipisia Waterfall sind Wasserfälle auf der Insel Upolu im pazifischen Inselstaat Samoa.

## Geographie
Die Wasserfälle liegen am vulkanischen zentralen Bergkamm im Gebiet des Bezirks Atua, südlich des Mount Mauga-o-Alii. Der Wasserfall ist leicht zugänglich, da die Le-Mafa-Pass-Road in der Nähe vorbeiführt.